# Toray Pan Pacific Open 2012
Toray Pan Pacific Open 2012 — это 29-й ежегодный профессиональный теннисный турнир серии Premier 5 среди женщин. Соревнование традиционно проводились на хардовых кортах в Токио (Япония). Соревнования прошли с 23 по 29 сентября.
Прошлогодние победители:
- в одиночном разряде —  Агнешка Радваньская
- в парном разряде —  Лизель Хубер и  Лиза Реймонд

## Соревнования

### Одиночный турнир
Надежда Петрова обыграла  Агнешку Радваньскую со счётом 6-0, 1-6, 6-3.
- Петрова выигрывает свой 2й титул в сезоне и 12й за карьеру в туре ассоциации.
- Радваньская уступает свой 2й финал в сезоне и 4й за карьеру в туре ассоциации.

### Парный турнир
Ракель Копс-Джонс /  Абигейл Спирс обыграли  Анну-Лену Грёнефельд /  Квету Пешке со счётом 6-1, 6-4
- Копс-Джонс выигрывает свой 3й титул в сезоне и 7й за карьеру в туре ассоциации.
- Спирс выигрывает свой 3й титул в сезоне и 9й за карьеру в туре ассоциации.